# Mamadou Tandja
Mamadou Tandja (sinh năm 1938 - mất ngày 24 tháng 11 năm 2020) là một chính trị gia Niger, là tổng thống Niger từ năm 1999 đến năm 2010. Ông là chủ tịch của Phong trào Dân tộc Hiệp hội Phát triển (MNSD) 1991-1999 và không thành công trong việc chạy đua làm ứng cử viên chủ tịch của MIND vào năm 1993 và 1996 trước khi được bầu vào nhiệm kỳ đầu tiên của ông vào năm 1999. Trong khi đảm nhiệm chức tổng thống Niger, ông cũng là Chủ tịch của Cộng đồng kinh tế các quốc gia Tây Phi 2005-2007.
Tandja có tổ tiên là người Fula và Kanuri. Ông là Tổng thống đầu tiên của Niger người không phải là dân tộc Hausa hoặc Djerma.
Sau một cuộc khủng hoảng hiến pháp năm 2009, gây ra bởi những nỗ lực của Taneja ở lại chức vụ này thêm thời gian nữa ngoài nhiệm kỳ dự kiến sắp kết thúc, ông đã bị quân đội lật đổ trong một cuộc đảo chính vào tháng 2 năm 2010.